# 1810-е годы
1810-е (ты́сяча восемьсо́т деся́тые) го́ды по григорианскому календарю — промежуток времени с 1 января 1810 года по 31 декабря 1819 года, включающий 1810 год 1-го десятилетия   и с 1811 по 1819 годы    2-го десятилетия XIX века 2-го тысячелетия.  Они закончились 206 лет назад.
Начало-середина 1810-х годов ознаменовалась Наполеоновскими войнами.

## Важнейшие события

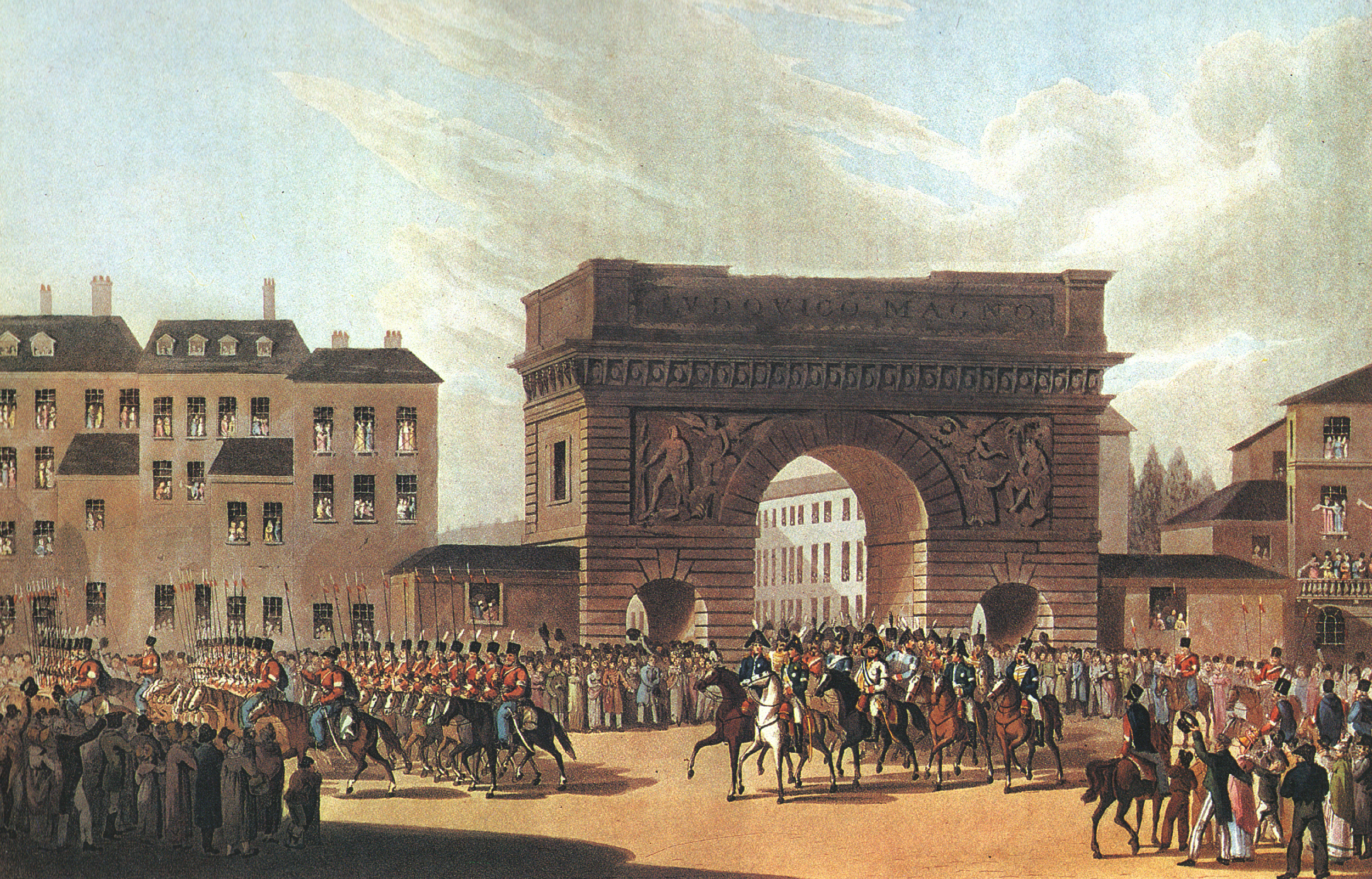
Русская армия вступает в Париж

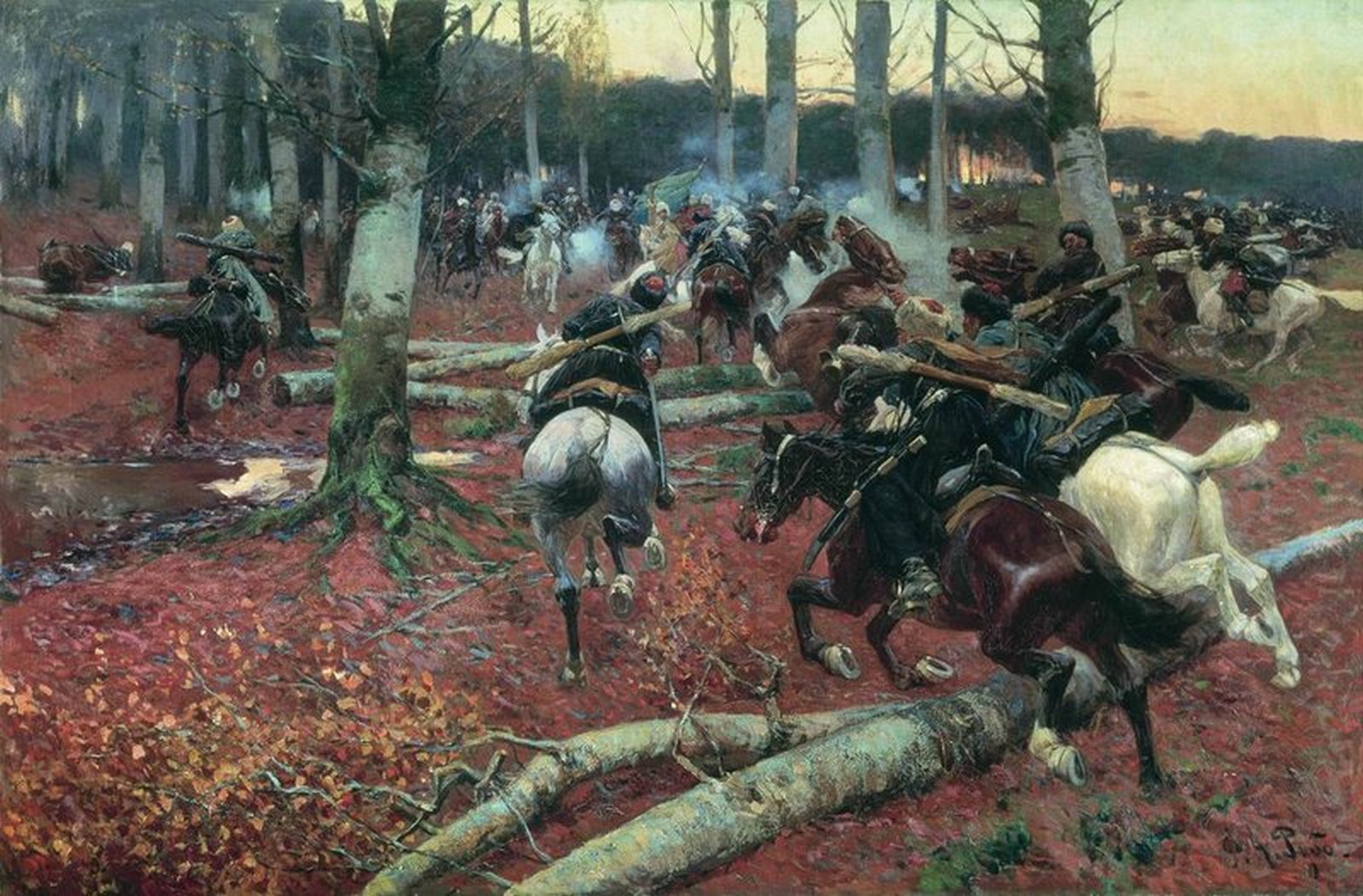
Кавказская война (1895; Франц Рубо)

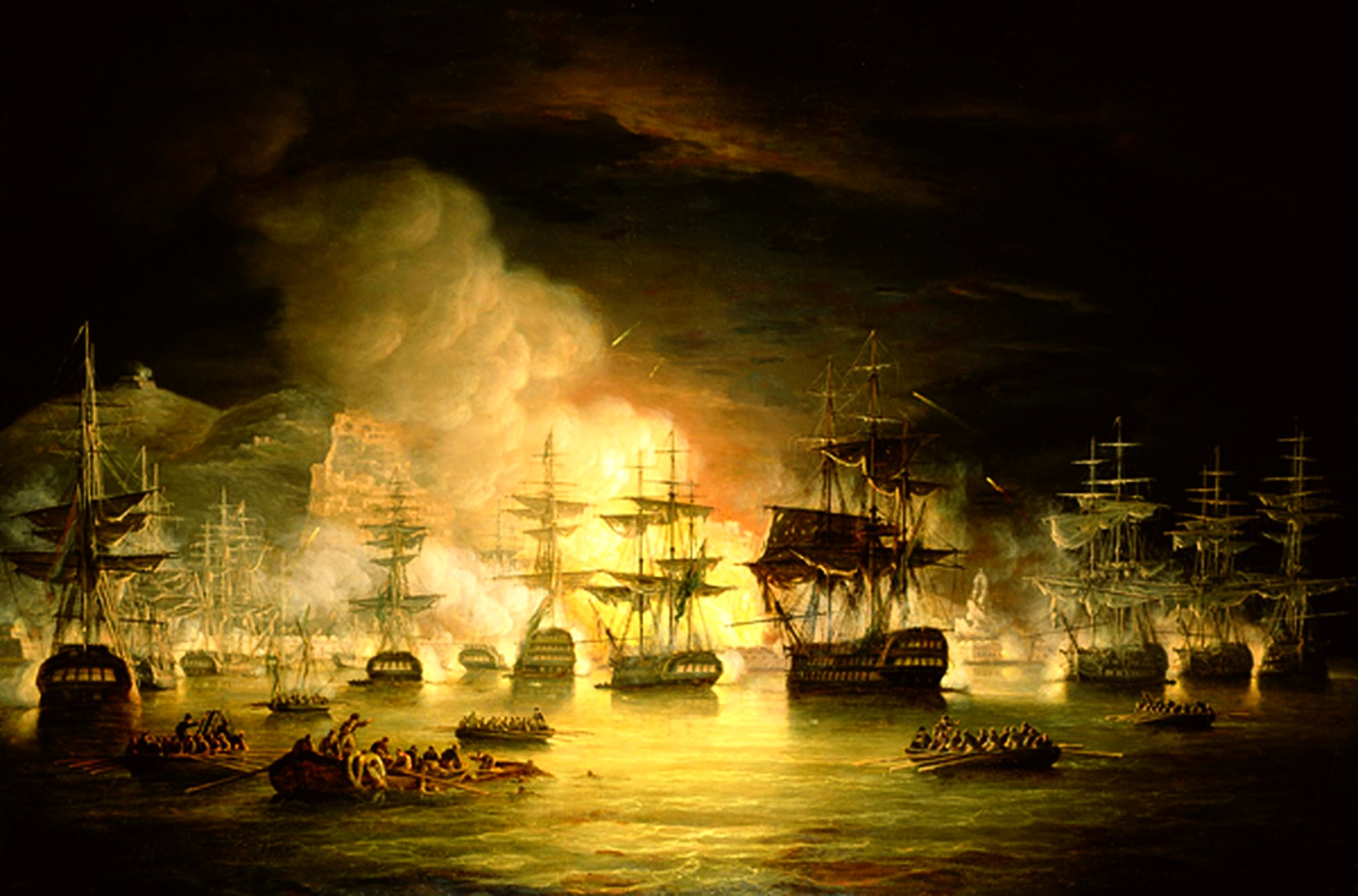
Бомбардировка Алжира (1816: Thomas Luny). Вторая берберийская война (1812—1816).

«La Junta de Filipinas» (1815; Гойя-и-Лусьентес

- Сербские восстания в Османской империи (1804—1813; 1815—1817).
- Война за независимость испанских колоний в Америке (Мексика, Венесуэла, Перу, Чили, Боливия, Аргентина; 1810—1826) началась после оккупации Наполеоном Испании. Мексиканская война за независимость (1810—1821). Боливийская война за независимость (1809—1825).
- Англо-датская война (1807—1814)[1], Норвегия перешла из унии с Данией в унию со Швецией. Бунты луддитов (1811—1817; Бунты в Или и Литтлпорте[англ.]), протекционистские «Хлебные законы» приняты (1815—1846). Манчестерская бойня (1819).
- Отечественная война 1812 года привела к почти полному разгрому Великой армии Наполеона, что послужило началу Войны шестой коалиции (1813—1814; «Заграничный поход русской армии»). Взятие Парижа, отречение Наполеона от власти, реставрация Бурбонов (1814). Сто дней и Битва при Ватерлоо (1815).
- Венский конгресс (1814—1815). Создан Священный союз между Россией, Пруссией и Австрией. Образован Германский союз.
- Борьба Британской и Российской империй за господство в Центральной Азии (1813—1907; «Большая игра»). Англо-американская война (1812—1815). Начало периода доминирования Британской империи в международных отношениях − «Pax Britannica» (1815—1914). Англо-непальская война (1814—1816). Третья англо-маратхская война (1817—1818). Британская Ост-Индская компания основала торговую зону в Сингапуре (1819).
- Вторая берберийская война (1812—1816) Соединённых Штатов на Варварском берегу. Семинольские войны (1814—1859) за контроль над Флоридой. Нью-Йоркская фондовая биржа (1817).
- «Год без лета» (1816): необычайно холодная погода в Западной Европе и Северной Америке. В качестве причины называют извержение вулкана Тамбора, крупнейшего за последние 10000 лет по объёму изверженного материала, количеству человеческих жертв и глобальному воздействию на климат Земли.
- Государство Зулусов расширяет границы при правителе Чака (1816—1828), и становится крупнейшим государством в Южной Африке.
- Начало Кавказской войны (1817—1864). Ермоловский период (1816—1827). Военные поселения (1816—1857).

## Культура
- Начали работу Берлинский университет имени Гумбольдта (1810; Университет Фридриха Вильгельма), Санкт-Петербургский государственный университет (1819).
- Академия изящных искусств во Франции (1816).
- Эпоха Регентства в Великобритании.

### Живопись
- Жерико, Жан Луи Андре Теодор (1791—1824) художник. Плот «Медузы» (1819).
- Гойя-и-Лусьентес (1746—1828) художник.

### Музыка
- Россини, Джоаккино (1792—1868), композитор. «Севильский цирюльник» (1816).
- Паганини, Никколо (1782—1840), скрипач.

### Наука и техника
- Консервирование (начало широкого применения — 1810; Николя Аппер).
- Аналитическая теория теплопроводности Фурье (1812).
- Практичные паровозы Стефенсона (1812—1829).
- Гегель (1770—1831). «Наука логики» (публикация — 1812—1816).
- «Начала политической экономии и налогового обложения» (1817; Давид Рикардо; en:On the Principles of Political Economy and Taxation).